# Орделафо Фальєро
Орделафо Фальєро (італ. Ordelafo Faliero) — 34-й венеційський дож у 1102—1117 роках.

## Біографія
Належав до знатної родини Фальєро, гілки однієї з найдавніших венеційських родин де Доні. Син дожа Вітале Фальєро де' Доні і Кандьяни Санудо. Був членом Малої ради (minor consiglio), зборів, сформованих з членів так званих «апостольських родин», які у Венеції виконували урядові функції суддів, військових радників, послів та глав держав. 
1102 року обирається новим дожем. Стикнувся з намаганнями візантійського імператора Олексія I повернути під свою владу фему Далмацію. Не маючи для цього військової змоги він спровокував похід угорсько-хорватського короля Коломана I проти венеційців. Супротивник зумів захопили північно-східну Далмацію.
1104 року заснував корабельню, що згодом стане Арсеналом. Вона працювала виключно для ремонту приватно збудованих кораблів військово-морських сил. Для його центру дож обрав два острови на сході міста. Дож 1105 року присвятив себе прикрашанню базиліки Сан-Марко: найдавніші мозаїки та принаймні один із порталів атріуму датуються цим періодом.
У 1106 році у Венеції сталася жахлива повінь. Водночас у січні та квітні того ж року велика пожежа знищила значну частину Ріальто. Собор Святого Марка та тодішній Палац дожів зазнали відносно незначних пошкоджень завдяки своїй кам'яній та мармуровій конструкції. Відтоді використання дерева для будівництва активно заборонялося. 
У 1107 році Гумбольдо, єпископ Тревізо, розграбував абатство Сант-Іларіо. У той самий період падуанці збройно протистояли спорудженню та роботам гідротехнічним спорудам вздовж річки Брента. Інші конфлікти відбувалися з Равенною. Тільки з Вероною вдалося укласти торгівельний та військовий союз. Водночас Боемунд I, князь Антіохії та Таренто, атакував балканські володіння Візантії, порушивши судноплавство в нижній Адріатиці. 1108 року дож відправив флот на допомогу імператорові Олексію I, що стало одним з чинників перемоги останнього. 
У 1110 році внаслідок потужного шторму було повністю знищено Маламокко, колишній столиці Венеції. Після цього кафедру місцевого єпископа було переведено до Кіоджі. У тому ж році дож, побоюючись зростання торгівлі Пізи та Генуїв Сирії та Палестині, вирушив у експедицію на допомогу хрестоносцям, що складалася зі 100 венеціанських кораблів. Допоміг королю Балдуїну I захопити місто Сідон, за що Венеція отримала частину Акри. Також венеційці забрали частку мощів Святого Стефана.
У 1111 році отримав від Генріха V, імператора Священної Римської імперії, підтвердження пакта Лотаря. Цим договором Венеція дистанціювалася від претензій єпископів та муніципалітетів Північної Італії, з якими вона конфліктувала. Водночас отримав від Візантії право на управління Зарою на далматійському узбережжі.
У 1112 році організував продаж державної землі, розташованої в Сан-Бартоломео. Зібрані 2000 венеційських лір дозволили уряду сплатити борги та профінансувати відправку поїздку Джованні Граденіго, патріарха Градо, до Константинополя. Частину грошей також було використано для підготовки флоту.
У 1115 році дожу вдалося повернути частину спірної території в Далмації. При цьому імператор Священної Римської імперії Генріх V, який відвідав місто перед походом, та візантійський імператор Олексій I допомогли венеціанцям. Дож відвоював Зару та кілька інших міст. У 1116 році імператор Генріх V відвідав Венецію і був щедро зустрінутий дожем.
1117 року в столиці Венеційського дукату стався землетрус. Того ж року очолив нову військову кампанію до Далмації, але загинув у битві під стінами Зари. 
Орделафо Фальєро був одружений з Матильдою (за різними версіями з родів Есте чи дель Васто), яку традиційно зображують як ідеал подружньої вірності. В якості посагу за неї отримав 8 тис. венеційських лір. Мав у шлюбі синів Боніфаціо єпископа Кастелло, та Вітале.